# Дистрес
Дистрес — стан, при якому людина не в змозі повністю адаптуватися до стресових ситуацій та спричинених ними наслідків і проявляє дезадаптивну поведінку. Це може бути очевидним у наявності явищ невідповідної соціальної взаємодії: як-то агресія, пасивність чи ізоляціонізм.

## Загальний опис
Дистрес може виявлятися у 2-х варіантах — гострому та хронічному:
- У гострому варіанті надмірно сильний стресор викликає величезний викид катехоламінів і глюкокортикоїдів, надмірне підвищення кров'яного тиску, і різке падіння імунітету.
- У хронічному варіанті сильний, але недостатній для швидкої смерті, стресор призводить до гострого виснаження резервів катехоламінів, глюкокортикоїдів і деяких інших гормонів. Виснаження резервів призводить до того, що їх викид різко знижується, і це служить причиною важкої депресії[2].